# 260824 Hermanus
260824 Hermanus este un asteroid din centura principală, descoperit pe 9 august 2005, de David E. Trilling.